# Україна (готель, Київ)
Готель «Україна» (проєктна назва «Київ», до 2001 року «Москва») — 16-поверховий чотиризірковий готель на алеї Героїв Небесної сотні, 4 у Києві. Свого часу був одним із найвищих хмарочосів на території сучасної України.
Був підпорядкований Державному управлінню справами. З 28 грудня 2021 року переданий до сфери управління Міністерства інфраструктури України.

## Історична довідка
На місці нинішнього готелю «Україна» раніше розміщувався Хмарочос Гінзбурга. Готель почали будувати в 1954 році під час післявоєнної відбудови Хрещатика. Його збудували за проєктом авторського колективу архітекторів Анатолія Добровольського (керівник), Авраама Мілецького, Бориса Приймака, Вадима Созанського, Анатолія Косенка; інженерів-конструкторів О. Печенова і Л. Линовича. Офіційне відкриття готелю відбулося 28 вересня 1961 року.

## Основні етапи будівництва
На місці, де збудували готель, у 1912—1944 роках розміщувався Хмарочос Гінзбурга — багатоповерховий прибутковий будинок «короля підрядників» Льва Ґінзбурґа, який до 1928 року був найвищим хмарочосом України.
Під час вибухів у вересні 1941 року будинок був сильно пошкоджений і остаточно зруйнований на початку 1950-х років.
У символічну дату 22 червня (початок німецько-радянської війни) 1944 року було оголошено конкурс на найкращий проєкт відбудови Києва.

## Архітектурне проєктування
У конкурсі взяли участь не тільки київські, а й московські, ленінградські та інші радянські архітектори, всього було представлено близько 20 варіантів відбудови. У багатьох проєктах, що брали участь в конкурсі, на пагорбі, де стояв зруйнований Хмарочос Ґінзбурґа, передбачалося побудувати нову висотну будівлю.
У 1930-х роках Олександр Довженко висловив свої думки про нерівний київський рельєф та будівництво на ньому хмарочосів, ці роздуми були використані архітекторами. На думку Довженка, будівлі на піднесеностях мають повторювати піднесеність у будь-якій деталі. Нерівномірний рельєф Києва Довженко сприймає не як недолік, а як перевагу, називаючи Київ вигідним із архітектурної точки зору. Довженко вважає, що будівництво на такому рельєфі передбачає високі будинки на піднесеннях і низькі у низинах.
Жоден із конкурских проєктів так і не взяли до реалізації. Кількарічне змагання привело до «вольового рішення» організаторів конкурсу — доручити розробку генерального проєкту реконструкції центральної частини Києва інституту «Київпроект».
У 1948 році сформувалася творча група архітекторів у складі: А. Власов (головний архітектор Києва, керівник колективу), А. Добровольський, А. Маліновський, В. Єлізаров, Б. Приймак, А. Заваров та інші. Пізніше, в 1949 році, у зв'язку з переходом А. Власова на роботу до Москви, керівником групи призначається Анатолій Добровольский (новий головний архітектор Києва).
На початку 1950-х на краю Печерського плато остаточно розібрали фундамент «Хмарочоса Гінзбурга» і підготували майданчик для будівництва висотного готелю.
1953 року вийшла постанова Ради Міністрів СРСР, згідно з якою почалися проєктні роботи над спорудою.
«Земляні роботи» почалися в 1954 році. А після численних переробок, зокрема пов'язаних з боротьбою з надмірностями архітектури, в 1955 року почали закладати фундамент.
У процесі будівництва проєкт декілька разів змінювали, і через «боротьбу з архітектурними надмірностями» проєкт готелю значно «обрізали», зменшили поверховість і прибрали шпиль.
Саме будівництво «готелю-хмарочосу» розпочалось в 1958 році і завершилося в 1961 році.
При спорудженні готелю уперше в Києві застосовані шатрові панелі перекриттів одного типорозміру і збірна залізобетонна опалубка для конструкцій фундаментів. Вона складається з плоских плит (товщина 7 см), сполучених болтами. Плити опалубки увійшли до складу конструкції фундаментів.
Вдало використаний перепад рельєфу з боку вулиці Архітектора Городецького. Тут споруджена підпірна стінка заввишки 14 м.

## Офіційне відкриття
Готель було офіційно відкрито 28 вересня 1961 року, він мав назву «Москва». Під час одного з візитів Микити Хрущова до Києва, він поцікавився, куди поділася верхівка готелю «Москва», проєкт якої він бачив. Вислухавши відповідь, Хрущов відмітив, що постанова про боротьбу з надмірностями в архітектурі і обмеження поверховості стосується лише житлових будинків, а ніяк не унікальних архітектурних споруд, але було вже запізно.

## Експлуатація

Логотип, 2010

У 1979 році в споруді з'явилася сауна з басейном. Оскільки хмарочос став першим 16-поверховим будинком в Україні, гостей готелю вражала кількість кнопок на ліфтовій панелі.
У 2001 році готель «Москва», на честь 10-річчя незалежності України, перейменували на готель «Україна». А в 2003 році готель частково реставрували.
У 2005 році готель «Україна» став переможцем Національного бізнес-рейтингу із присвоєнням звання «Лідер галузі» за основним видом діяльності «Готелі», переможцем огляд-конкурсу «Укрготель» на найкращий готель України. За роки існування готелю в ньому зупинялися поважні й відомі люди, зокрема, політики, дипломати, актори, художники, спортсмени, музиканти і космонавти.
3 червня 2011 року в одному з номерів на восьмому поверсі готелю сталася пожежа, внаслідок якої постраждали троє осіб. З будівлі було евакуйовано тридцять дві особи, шестеро врятовані. За попередніми даними, займання спричинило коротке замкнення в системі кондиціонування.
Усі номери оснащені кабельним телебаченням і прямими телефонами. В будівлі знаходиться ресторан «Україна», який пригощає не тільки українською, а й міжнародною кухнею, нічний бар, кафе, більярд, сувенірний магазин, парфумерний та журнальний кіоски, пункт обміну валют, банкомат, перукарня, сауна, тренажерний зал, масажний кабінет, дрібний ремонт одягу, два конференц-зали, діловий центр (факс, копіювання), медпункт і автостоянка на 69 місць під охороною.

## Архітектура та характеристики

Проєкт готелю до змін через боротьбу з надмірностями в будівництві

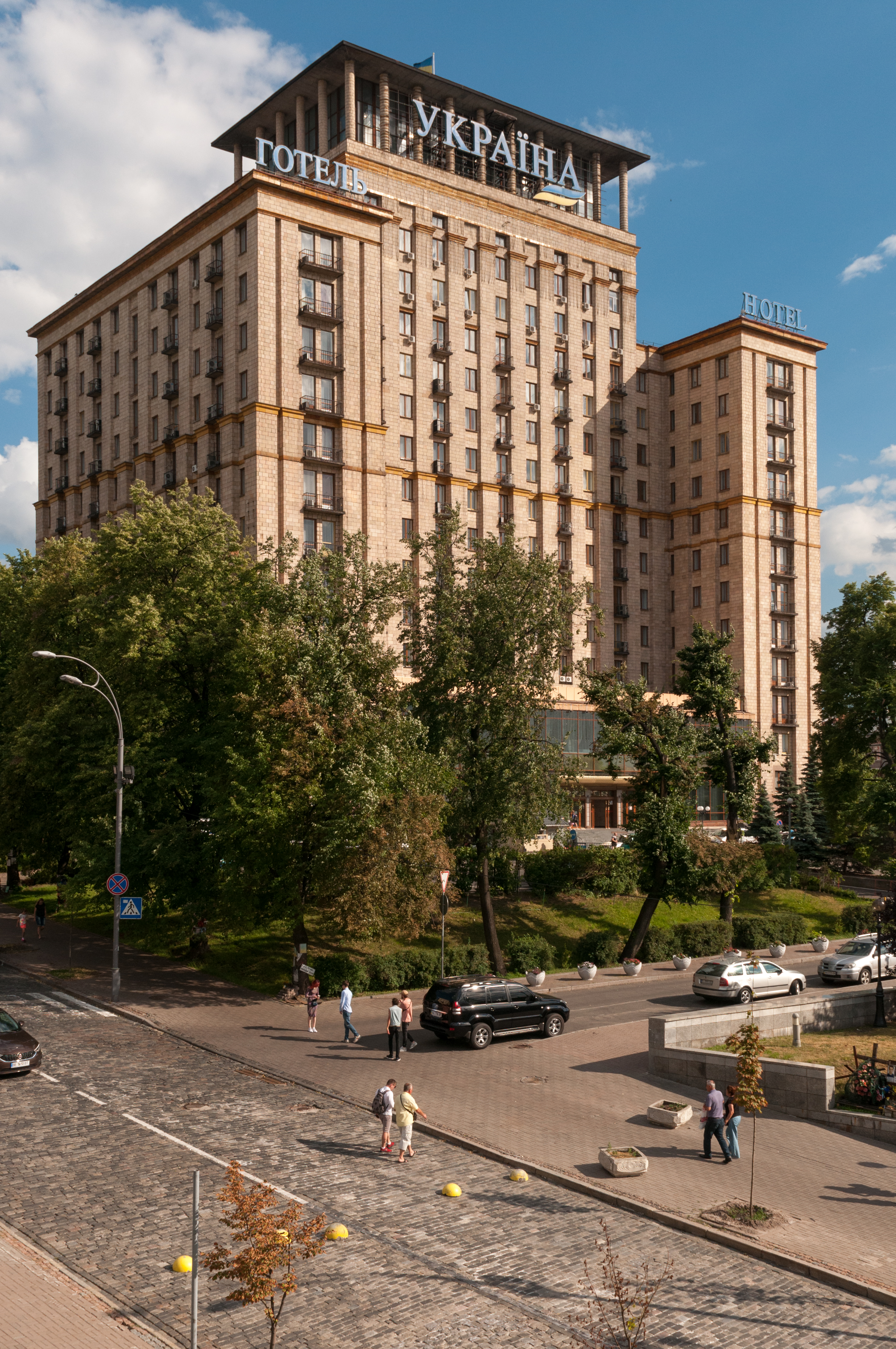
Готель зблизька, 2017

Архітектура будівлі вирішена в простих лаконічних формах. Для облицювання фасадів використана світла керамічна плитка, характерна для всієї «післявоєнної» забудови Хрещатика.
За своїм архітектурним стилем готель нагадує «сталінські висотки», за першоплановими ескізами «хмарочос» мав бути 21-поверховим (не включаючи вежу) і мати 120—150 м висоти. Однак через наказ українського керівництва про «боротьбу з архітектурними надлишками» проєкт готелю обрізали і він досяг висоти лише 66 м.
Українські архітектори хотіли додати готелю національного характеру, але через заборону владою ці ідеї не були втілені в будівництві.
І сьогодні готель стоїть без першопроєктних вежі й шпилю. Але в 2010-х роках планується його добудова або реконструкція.
У готелі нараховується 374 номери на 539 місць (в 1982 році номерів було 427, а місць — 865).
На першому поверсі історичного хмарочосу є бізнес-центр, у якому міститься конференц-зал на 100 осіб.

## Приватизація
Згідно з розпорядженням Кабінету Міністрів України від 23 квітня 2024 року № 352-р, готель «Україна» було включено до переліку об'єктів великої приватизації державної власності.
18 вересня 2024 року відбувся перший аукціон в рамках великої приватизації, де готель було продано за 2,5 млрд грн компанії ТОВ «Ола Файн», кінцевим власником якої є Максим Кріппа.
30 жовтня 2024 року у Фонд державного майна України повідомили, що новий власник (ТОВ «Ола Файн») сплатив 2,51 млрд грн до бюджету, з урахуванням ПДВ ця сума сягнула понад 3 млрд грн.
Новий власник заявив про плани реалізувати бізнес-проєкт після закінчення війни. Одним із варіантів він назвав відкриття готелю рівня люкс або іншого проєкту.

## Проєкт нової споруди на місці готелю

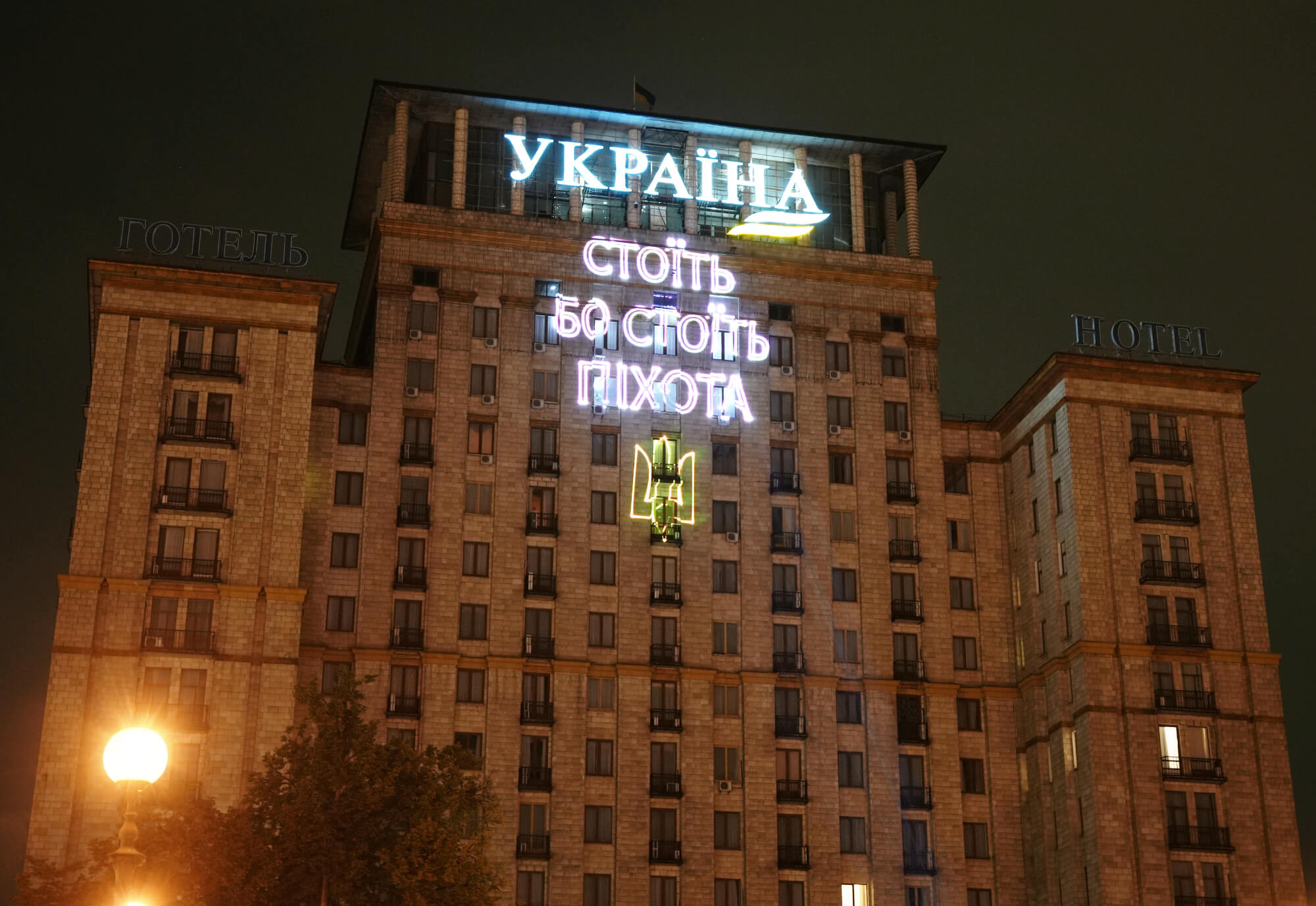
Лазерне привітання і подяка захисникам у День піхоти ЗСУ. 6 травня 2025

У 2000-х роках з'явилась нова ідея реконструкції готелю. За планом ексголовного архітектора Києва Сергія Бабушкіна, на місці готелю «Україна» передбачається звести хмарочос заввишки близько 210 м — 67 надземних і 7 підземних рівнів.
Будівля, про яку йшлося, це не лише готель на 245 номерів вищого розряду, 420 VIP — апартаментів, але і офісний центр, площею 8365 м², конференц-зали для показних форумів, концертні і виставкові зали. Верхні поверхи займатиме Український центр. На рівні 50-х поверхів мав розміститься оглядовий майданчик, з якого відкриється широка панорама Києва. У підземних поверхах мало бути організовано найбільший в місті паркінг на 2436 автомобілів, що мав допомогти істотно зменшити проблему паркування автомобілів в центрі Києва. Схили перед головним фасадом будівлі займав би ландшафтний парк. Передбачалося з'єднання комплексу з одним з виходів станції метро «Хрещатик». У цілому цей комплекс, загальною площею близько 150 000 м², був би дійсно унікальним.
Архітектори колективу «Архітектурний союз» хотіли надати цій будівлі м'якої округленої форми, що нагадувало би встановлений на вершині пагорба прапор. «М'якість» цьому хмарочосу надали б кольорові тоновані скла, якими мали прикрасити будівлю. Автори проєкту заявляли, що хмарочос у вигляді прапора стане остаточним етапом реконструкції Майдану Незалежності, початої у 2000 році.
Цікаво, що похилу скляну стіну торгового центру «Глобус» було побудовано спеціально під майбутній хмарочос; вона повинна була стати увертюрою для скляного гіганта.

## Революція гідності
Під час зіткнень 18-20 лютого 2014 року будівля готелю використовувалася невстановленими особами для стрілянини по протестувальникам. Разом з тим, у готелі влаштували медпункт для надання допомоги пораненим. Туди ж активісти зносили вбитих і поранених протестувальників.